# Pozuelo de Alarcón

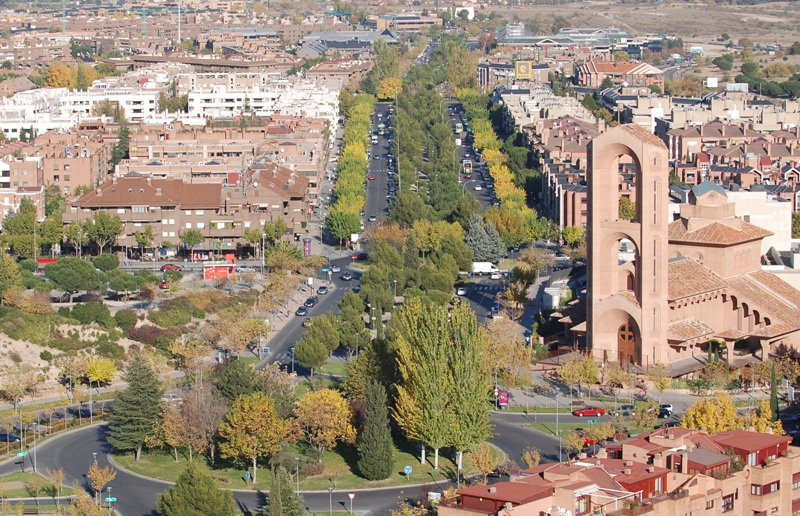
Cảnh Pozuelo de Alarcón.

Pozuelo de Alarcón là một đô thị trong Cộng đồng Madrid, Tây Ban Nha. Đô thị này có diện tích 43,2 km², dân số theo điều tra năm 2010 của Viện thống kê quốc gia Tây Ban Nha là 82.804 người. Đô thị này nằm ở khu vực có độ cao mét trên mực nước biển. Cự ly so với Madrid là 15 km.